# Черепин, Валентин Тихонович
Валентин Тихонович Черепин (9 июля 1930, Черкассы — 20 ноября 2020, Киев) — советский и украинский учёный, профессор (1979), доктор физико-математических наук (1972), член-корреспондент АН УССР (с 1982) и Национальной академии наук Украины. Заслуженный деятель науки и техники Украины (2000). Лауреат Государственной премии УССР (1980) и Премии Правительства Российской Федерации в области образования (2011).

## Биография
После окончания в 1953 г. металлургического факультета Киевского политехнического института был оставлен для работы там же. С 1964 г. — в Институте металлофизики АН УССР. С 1973 г. по 1985 г. — заместитель директора по научной работе, ведущий научный сотрудник Института металлофизики. С 1992 г. — директор Киевского отделения Московского физико-технического института.
С 1996 г. — директор Физико-технического учебно-научного центра по целевой подготовке специалистов высшей квалификации физико-технического профиля.

## Научная деятельность
Труды В. Т. Черепина касаются, в частности, фазовых превращений в металлах и сплавах, физических методов исследования металлов, физики поверхности материалов.
В. Т. Черепин был крупным специалистом в области физического металловедения и физики поверхностей, одним из первых на Украине начал работы по исследованию поверхности материалов. Его фундаментальные исследования процессов взаимодействия ускоренных ионных пучков с поверхностью моно- и поликристаллических металлов, сплавов, аморфных металлических систем и сверхпроводящих металлооксидных соединений привели к созданию практических основ ионной диагностики физико-химического состояния поверхности материалов и модификации их коррозионных свойств ионными пучками, к разработке высокочувствительных методов элементного и фазового послойного анализа тонких слоёв с высоким разрешением по глубине.
Значительное место в его научной деятельности занимает создание новых приборов для анализа материалов.

### Избранная библиография
В. Т. Черепин — автор более 350 работ, в том числе 12 монографий и 45 изобретений.
- Экспериментальная техника в физическом металловедении (1968)
- Вторичная ионно-ионная эмиссия металлов и сплавов (1975)
- Ионный зонд (1981)
- Методы и приборы для анализа поверхности материалов: справочник (1982)
- Физические методы исследования поверхности твердых тел (в соавт. 1983) и др.

## Награды и звания
- Орден Трудового Красного Знамени,
- Орден «Знак Почёта»,
- Заслуженный деятель науки и техники Украины (11 февраля 2000) — за значительный личный вклад в развитие отечественной науки, укрепление научно-технического потенциала Украины[2]
- Государственная премия УССР в области науки и техники (1980),
- Премия Правительства Российской Федерации в области образования (2011; совместно с О. М. Белоцерковским, И. Н. Грозновым, А. Г. Леоновым, В. А. Петрухиным и др. — за научно-практическую разработку «Система подготовки кадров для удалённых научных и научно-производственных центров»[3],
- премия НТО Машпрома СССР им. Д. К. Чернова,
- премия НТО Приборпрома СССР им. С. И. Вавилова,
- член Нью-Йоркской академии наук,
- председатель Украинского вакуумного общества
- Почётный член Всероссийского масс-спектрометрического общества (2007)